# Spiro Ksera
Spiro Ksera (gr. Σπύρος Ξέρας, Spiros Kseras, ur. 2 marca 1969 w Derviçanie) – albański polityk narodowości greckiej, minister pracy Albanii w latach 2009-2013. Był politykiem Partii Unii na rzecz Praw Człowieka, reprezentującej mniejszość grecką w Albanii.

## Życiorys
W 2009 roku Spiro Ksera został powołany na funkcję ministra pracy, funkcję tę pełnił do 2013 roku.
31 stycznia 2016 roku Ksera otrzymał areszt tymczasowy, gdzie oczekiwał na proces sądowy z powodu defraudacji; Ksera wraz ze wspólnikami mieli przywłaszczyć kwotę o łącznej wartości około 285 tys. dolarów, które były przeznaczone na udzielanie wsparcia Romom i innym mniejszościom etnicznym zamieszkujących Albanię. Ksera zaprzeczył jednak oskarżeniom. We wrześniu tego roku został skazany na 20 miesięcy pozbawienia wolności.